# ノヴァー・ストラージ駅
ノヴァー・ストラージ駅（ノヴァー・ストラージえき）はスロバキア国ニトラ県コマールノ郡にある、スロバキア国鉄131号線の駅である。

## 駅構造

### ホーム
1面1線の地上駅。
| 路線    | 方向   | 行先               | 備考       |
| ------- | ------ | ------------------ | ---------- |
| 131号線 | 東方向 | コマールノ方面     | 快速、普通 |
| 131号線 | 西方向 | ブラチスラヴァ方面 | 快速、普通 |

### ダイヤ[1]
- 快速は片道1本を除き全て停車し、合計で一日2往復が停車する。1往復が一部駅通過、1往復がストレダ以北各駅停車。
- 普通は2時間に1本停車する。

## 隣の駅
スロバキア国鉄
131号線
快速
ズラトナー・ナ・オストロヴェ駅 - ノヴァー・ストラージ駅 - コマールノ駅（一部コマールノ・ザーヴォディ駅）
普通
ズラトナー・ナ・オストロヴェ駅 - ノヴァー・ストラージ駅 - コマールノ・ザーヴォディ駅

## その他
スロバキア最南端の駅で、ドナウ川に近く、ドナウ川がハンガリーとの国境になっている。